# رشیتسه
رشیتسه (به چکی: Rešice) یک منطقهٔ مسکونی در جمهوری چک است که در ناحیه زنویمو واقع شده‌است. رشیتسه ۹٫۹۶ کیلومتر مربع مساحت و ۳۶۴ نفر جمعیت دارد و ۳۱۴ متر بالاتر از سطح دریا واقع شده‌است.